# Basileios Skleros
Basileios Skleros (mittelgriechisch Βασίλειος Σκλήρος; * um 980 in Konstantinopel; † nach 1033) war ein byzantinischer Patrikios und Rebell gegen Kaiser Konstantin VIII.

## Leben
Basileios war ein Sohn des Magistros Romanos Skleros und Enkel des Feldherrn und Gegenkaisers Bardas Skleros. Er war verheiratet mit Pulcheria Argyropulaina, einer Schwester des späteren Kaisers Romanos Argyros; seine Tochter war die zweite Frau des späteren Kaisers Konstantin Monomachos. 1026 oder 1027 kam es in Kleinasien zwischen Basileios, damals Strategos von Anatolikon, und seinem bukellarischen Amtskollegen Presian zu einem Machtkampf, woraufhin beide Kontrahenten von Konstantin VIII. auf den Prinzeninseln festgesetzt wurden. Nach einem gescheiterten Fluchtversuch von der Insel Oxeia wurde Basileios, dem Ambitionen auf den Kaiserthron nachgesagt wurden, zur Strafe geblendet. Romanos III. rehabilitierte seinen Schwager und zeichnete ihn mit der hohen Würde eines Magistros aus. Als Basileios jedoch 1033 eine Verschwörung gegen Romanos anzettelte, wurde er zusammen mit seiner Frau, die eine Gegnerin der Kaiserin Zoe war, aus Konstantinopel verbannt. Sein weiteres Schicksal ist unbekannt.